# Mihimaballads
『mihimaballads』（ミヒマバラーズ）は2010年6月16日にユニバーサルミュージックから発売されたmihimaru GTのバラードベストアルバム。

## 概要
- 過去にリリースしたバラード曲と新曲「手をのばせば」を収録した、mihimaru GT初のバラードベストアルバム。
- 新曲「手をのばせば」はmihimaru GT作詞ではなく、アーティストの古内東子がhirokoの恋愛経験をもとに書き上げた詞になっている。ちなみにmihimaru GTが作詞に携わっていない曲は「恋する気持ち」以来2曲目。
- バラードベストだが「泣き夏」（18thシングル）や「道しるべ」（5thアルバム『mihimalogy』収録曲）などは未収録となった。カップリング曲はすべて未収録となっている。
- 初回限定盤には収録曲のうち10曲のビデオクリップが収録されたDVDが同梱される。これは今までのmihimaru GTのアルバムの中で最多の収録数になった。

## 収録曲
1. Love Letter
23rdシングル。
2. 幸せになろう
19thシングル。
3. diverge
16thシングル。
4. 恋する気持ち
7thシングル「恋する気持ち／YES」の1曲目。
5. Love is...
6thシングル。
6. So Merry Christmas -TAKE 06-
4thシングル「H.P.S.J.-mihimaru Ball MIX-／So Merry Christmas」の2曲目のリテイクバージョン。1stコレクションアルバム『mihimania 〜コレクション アルバム〜』に収録されたもの。
7. Squall
3rdアルバム『mihimagic』収録曲。
8. Disconsolate
1stコレクションアルバム『mihimania 〜コレクション アルバム〜』収録曲。
9. ホシノスナ -TAKE10-
1stアルバム『mihimarhythm』収録曲をリテイク。
10. ALIVE
4thアルバム『mihimarise』収録曲。
11. さよならのうた
8thシングル。
12. YES
7thシングル「恋する気持ち／YES」の2曲目。
13. オメデトウ
24thシングル、アルバム初収録。
14. かけがえのない詩
12thシングル。
15. 手をのばせば
新曲。
16. 恋する気持ち 〜5 years later〜
歌詞にmiyakeのラップを追加したリテイクになっている。リテイクは17thシングル「ギリギリHERO」のカップリングの「恋する気持ち -acoustic ver.-」を含めて2回目となる。

### DVD（初回盤のみ）
1. Love Letter
2. 幸せになろう
3. diverge
4. 恋する気持ち
5. Love is...
6. So Merry Christmas -TAKE 06-
7. さよならのうた
8. YES
9. オメデトウ
10. かけがえのない詩